# Szászlekencei református templom
A szászlekencei református templom műemlékké nyilvánított templom Romániában, Beszterce-Naszód megyében. A romániai műemlékek jegyzékében a BN-II-a-A-01664 sorszámon szerepel.